# Метал Інвест
ТОВ "Компанія «Метал Інвест»" — підприємство у галузі кольорової металургії, розташоване у місті Черкаси, яке займається гарячим цинкуванням металоконструкцій. Це унікальний завод, аналогів якому немає в Україні, так як підприємство здатне цинкувати металоконструкції завдовжки 15 м і вагою до 8 тон.
ТОВ «Компанія «Метал Інвест»» - це сучасне українське підприємство, яке спеціалізується на гарячому цинкуванні металевих та сталевих виробів, а також виробництві високоякісних металевих конструкцій.
Компанія постійно вдосконалює технологію цинкування конструкцій широкого діапазону товщин.
Компанія прагне до створення інтегрованої системи менеджменту, тому наші працівники отримали сертифікати ISO 19011:2011 «Настанови щодо здійснення аудитів систем менеджменту», що передбачають проведення внутрішнього аудиту систем якості.

Сталий розвиток, закупівля високоякісної сировини та дотримання суворих стандартів виробництва дозволяють ТОВ «Компанії «Метал Інвест» гарантувати своїм клієнтам та партнерам якість світового рівня. Ми постійно вчимося у своїх колег, замовників і партнерів.

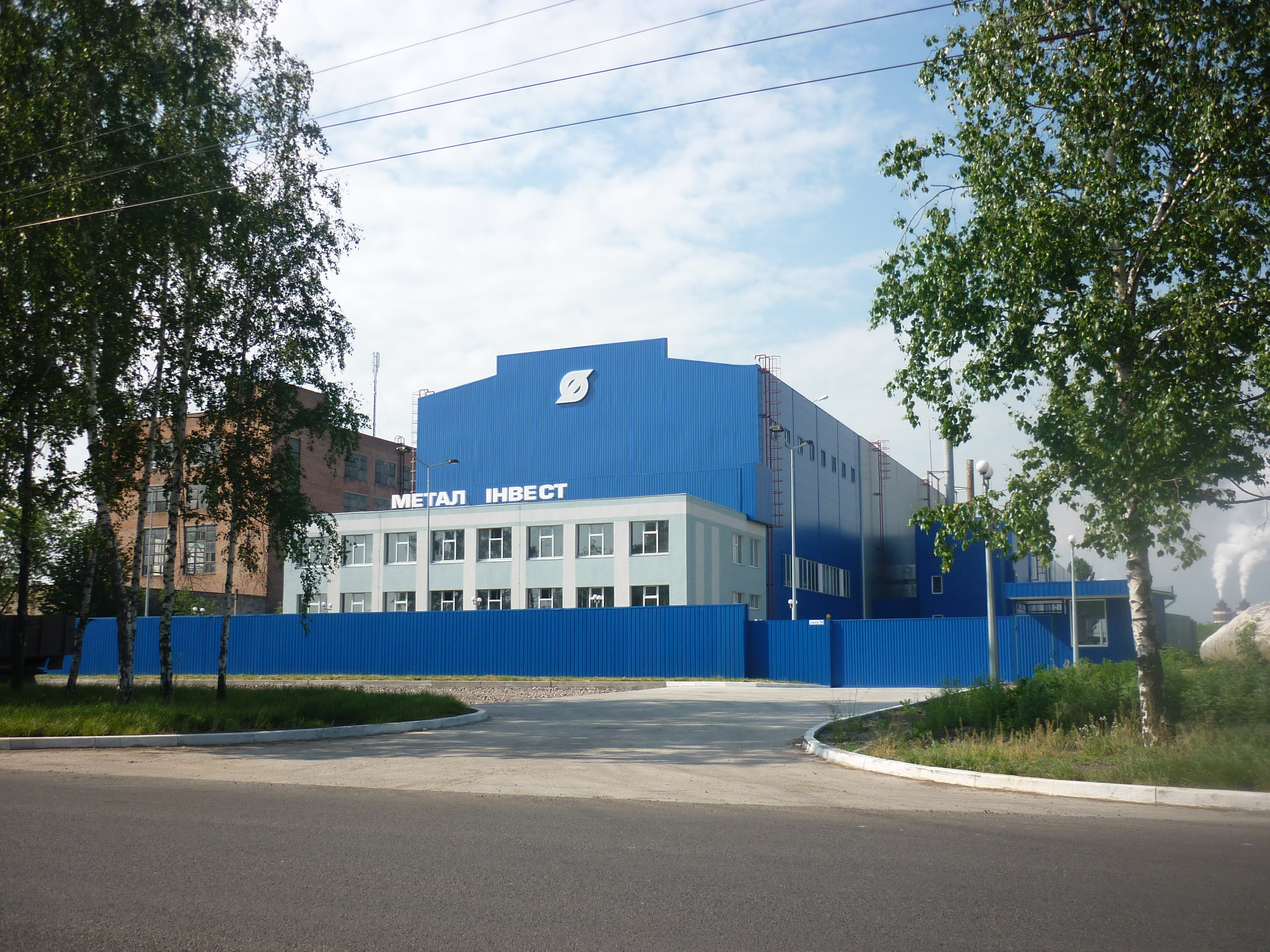
Головний фасад заводу

## Історія
Будівництво було розпочато у жовтні 2010 року і вже у грудні 2011 року завод було відкрито. Його звели на території колишніх цехів ВАТ «Черкаське хімволокно». На повну потужність завод вийшов у квітні 2012 року.
У 2014 році ТОВ «Компанія «Метал Інвест» отримала сертифікат відповідності міжнародному стандарту ISO 1461:2009 «Покриття, нанесені методом гарячого цинкування на готові вироби зі сталі і заліза», дотримання якого підтверджується щорічно.
У серпня 2017 р., компанія «Метал Інвест» розпочала власне виробництво металоконструкцій (м. Біла Церква, Київська обл.). Таким чином, ми пропонуємо повний цикл послуг: від проектування та цинкування, до монтажу металоконструкцій всіх типів складності. Потужність виробничої бази у м. Біла Церква - 8400 тн/рік.

## Діяльність
Завод займається оцинковуванням різних металоконструкцій:
- металічні споруди та будівельні конструкції
- енергетичні опори (включаючи високовольтні)
- освітлювальні та прожекторні опори
- опори операторів мобільного зв'язку
- антенні, телевізійні та радіотрансляційні опори та вежі
- конструкції для тваринництва
- різноманітні огорожі та дорожні знаки
- автомобільні кузови та запчастини
- труби профільні та круглі, частини трубопроводів
- рифлені листи
- кріплені вироби та металічні вироби